# راه سامورایی
راه سامورایی (انگلیسی: Way of the Samurai) یک بازی اکشن-ماجراجویی پلی‌استیشن ۲ است که توسط اکوایر توسعه یافته و در سال ۲۰۰۲ منتشر شد.